# Johann Philipp von Helmstatt

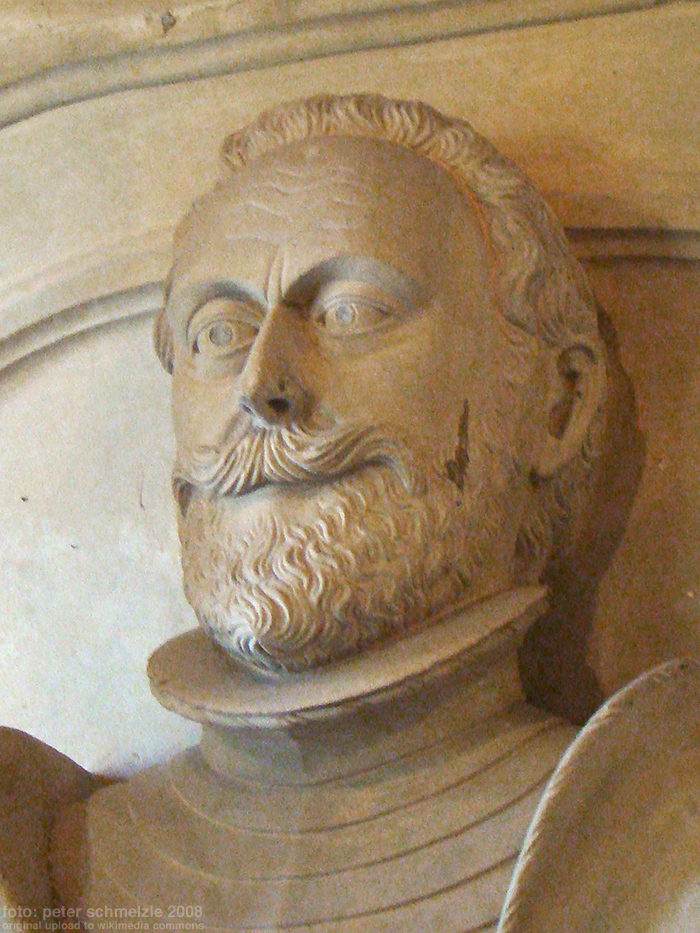
Johann Philipp von Helmstatt, Detail seines Epitaphs in der Totenkirche Neckarbischofsheim

Johann Philipp von Helmstatt (* 1545; † 27. Mai 1594) war Herr zu Bischofsheim (heute Neckarbischofsheim), Hinsingen und Dürrkastel und außerdem kurpfälzischer Marschall. Weil ihm die Besitztümer seines Vaters Johann († um 1550), seines Onkels Christoph († 1578) und seines Großvaters Philipp von Helmstatt († 1563) zugefallen waren, zählt er zu den bedeutendsten Vertretern der Herren von Helmstatt.

## Leben
Johann Philipp war der einzige Sohn des Johann von Helmstatt aus dem Dürkasteler Ast der Herren von Helmstatt und der Anna Gisela von Helmstatt aus dem Grumbacher Ast der Familie. Sein Vater verstarb um 1550, als Johann Philipp noch ein Kind war, so dass Johann Philipp mit seinen beiden Schwestern von seinem Großvater mütterlicherseits, Philipp von Helmstatt (1496–1563) im Bischofsheimer Schloss erzogen wurde. Später besuchte er die Lateinschule Gemmingen. 
Nach dem Tod des Großvaters Philipp trat Johann Philipp gemeinsam mit seinem Onkel Christoph von Helmstatt (ein Bruder des Vaters) die Nachfolge an. 1572 erhielten Johann Philipp und Christoph die volle Gerichtsbarkeit über Bischofsheim. Als Christoph 1578 kinderlos starb, fiel Johann Philipp dessen Bischofsheimer Erbe, nach dem Tod von Christophs Neffen Johann III. von Helmstatt zu Hinsingen 1592 noch weiterer Besitz in Lothringen zu. Weitere Güter hat er erworben. Mit dem Besitz von vier Fünfteln von Rappenau war die Vasallenpflicht für den württembergischen Herzog Ludwig verbunden, so dass der auch in zahlreichen kurpfälzischen Diensten stehende Johann Philipp den Rappenauer Besitz 1592 an Reinhard von Gemmingen veräußerte, worauf dort um 1600 das Wasserschloss Rappenau, heute ältestes Gebäude des Ortes, entstand.
Johann Philipps Herrschaftsgebiet umfasste zuletzt neben den im Kraichgau gelegenen Orten Bischofsheim, Berwangen, Hasselbach, Flinsbach und Oberbiegelhof auch Besitz in Lothringen, darunter die Herrschaft Hingsingen und die ihm 1591 zugefallene Hälfte der Herrschaft Dürkastel.
Er war seit 16. September 1567 in erster Ehe verheiratet mit Agnes Landschadin von Steinach († 1580), in zweiter Ehe ab 2. Januar 1588 mit Dorothea Landschadin von Steinach († 1606), die jedoch keine Schwestern waren.
Johann Philipp führte am Hauptsitz der Familie in Bischofsheim die rege Bautätigkeit seines Großvaters Philipp fort. Neben weiteren Baumaßnahmen am Schloss (Prunktor von 1590) ließ er eine Zehntscheune (1570), das Rentamt (1572), die Stadtmühle und das Gasthaus Löwen errichten, außerdem begann er mit dem Umbau der Totenkirche, durch den diese ihre heutige Gestalt erhielt.
Noch unter Kurfürst Friedrich III. († 1576) war Johann Philipp Vogt von Boxberg geworden. Als solcher gehörte er 1578 gemeinsam mit Bernolph von Gemmingen und zwei weiteren Adligen zu der Gesandtschaft, die in Schweden den Ehevertrag zwischen Kurfürst Ludwigs Tochter Anna Maria mit dem späteren König Karl IX. errichten sollte. Auf der Rückreise überlebte er einen auf dem Schiff ausgebrochenen Brand. Zu jener Zeit wurde er wohl auch Marschall des Kurfürsten, bevor er 1582 als Marschall abgelöst wurde. Er blieb jedoch weiterhin, auch unter Johann Casimir, kurpfälzischer Rat. 1586 war er Delegationsleiter der protestantischen Parteien vor König Heinrich III. in Frankreich. 1592 wurde Johann Philipp wieder in das Amt des Marschalls berufen, das der Protestant, trotz des Konfessionswechsels der Kurpfalz zum Calvinismus, bis zu seinem Tode 1594 bekleidete.
Johann Philipp wurde in der Totenkirche in Neckarbischofsheim beigesetzt. Im Chor der Kirche ist ein dreiteiliges Epitaph erhalten, das ihn in Lebensgröße mit seinen beiden Frauen zeigt. Allerdings ist nur die erste Frau Agnes auch dort begraben. Dorothea hat 1599 nochmals geheiratet und wurde andernorts begraben.
Johann Philipp hinterließ fünf Söhne: Johann Weiprecht, Bleickart, Valentin, Karl Ludwig und Philipp, unter denen die Besitztümer des Vaters bei dessen Tod 1594 aufgeteilt wurden und die bis auf den 1617 verstorbenen Johann Weiprecht alle im Verlauf des Dreißigjährigen Krieges verstarben. Pleickhard (1571–1636) begründete den Hingsinger Zweig der Familie, Valentin (1578–1637) den neuen Bischofsheimer Zweig; beide stammten aus der ersten Ehe Johann Philipps.

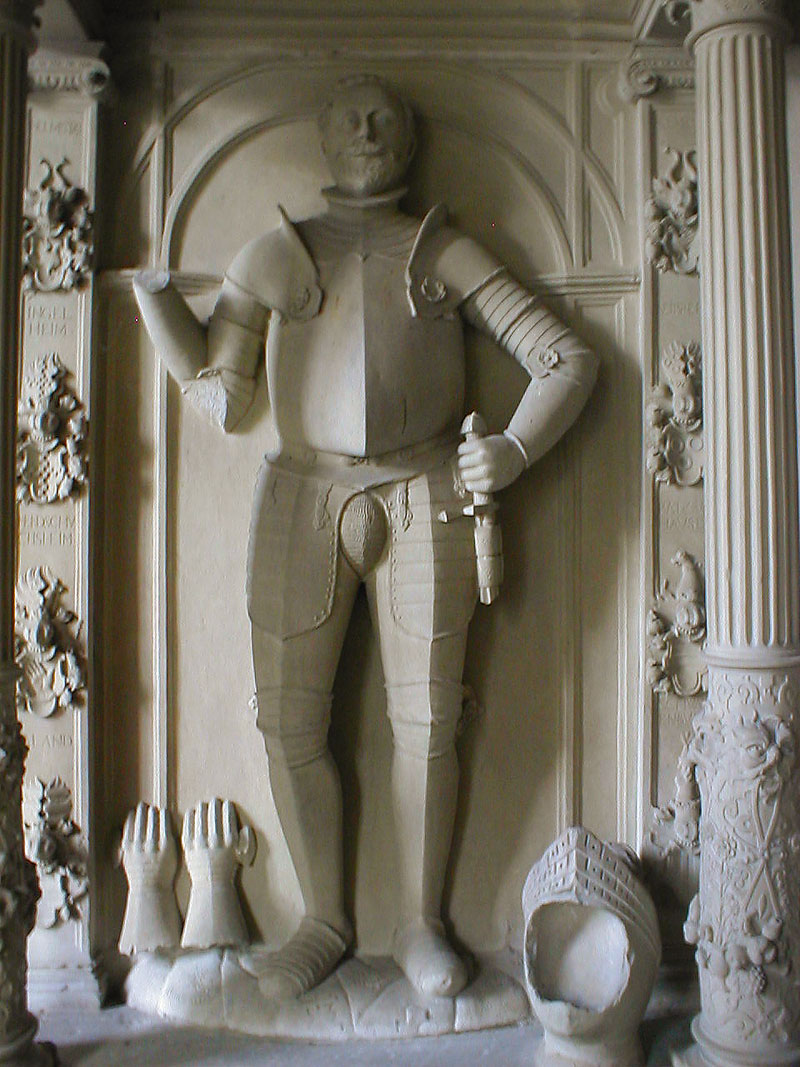
Epitaph des Johann Philipp von Helmstatt (1545–1594)
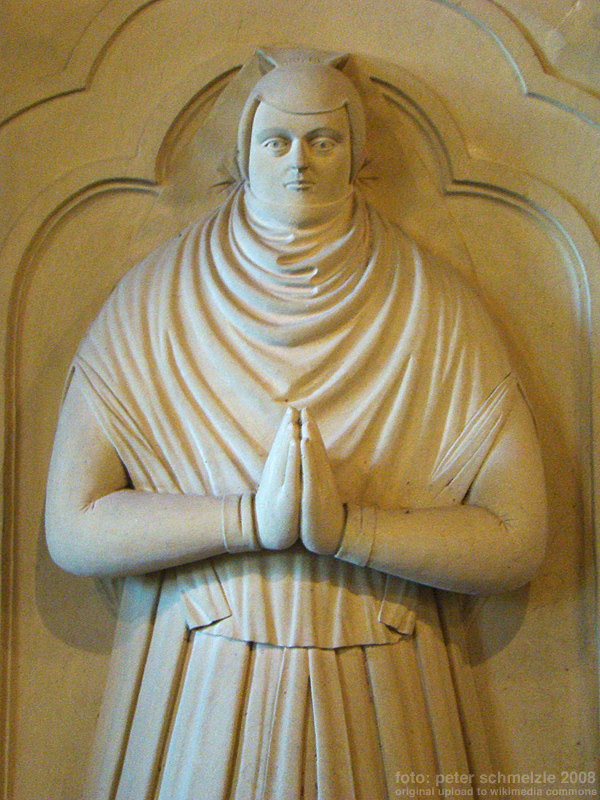
Agnes Landschadin von Steinach († 1580)
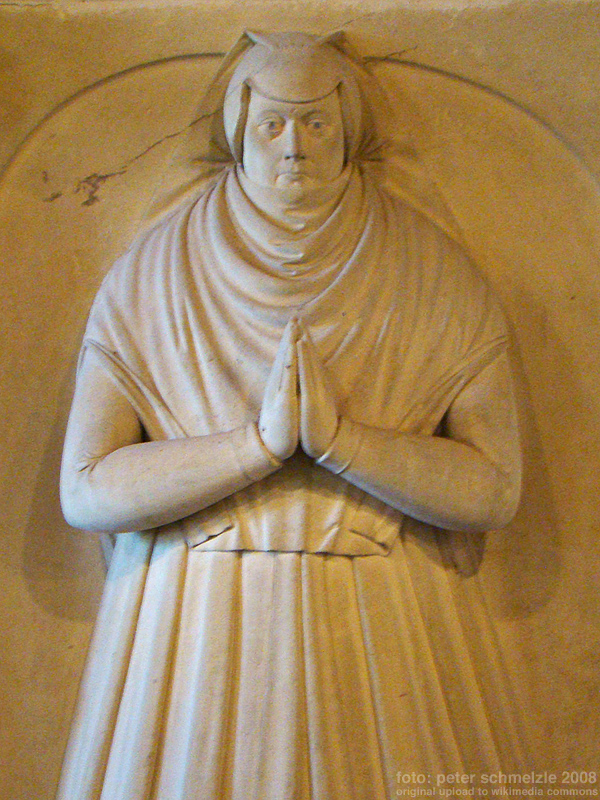
Dorothea Landschadin von Steinach († 1606)